# Maksymilian Łyszkowski
Maksymilian Łyszkowski (ur. 7 września 1810 w Domaradzu, zm. 22 kwietnia 1873 w Warszawie) – polski nauczyciel.

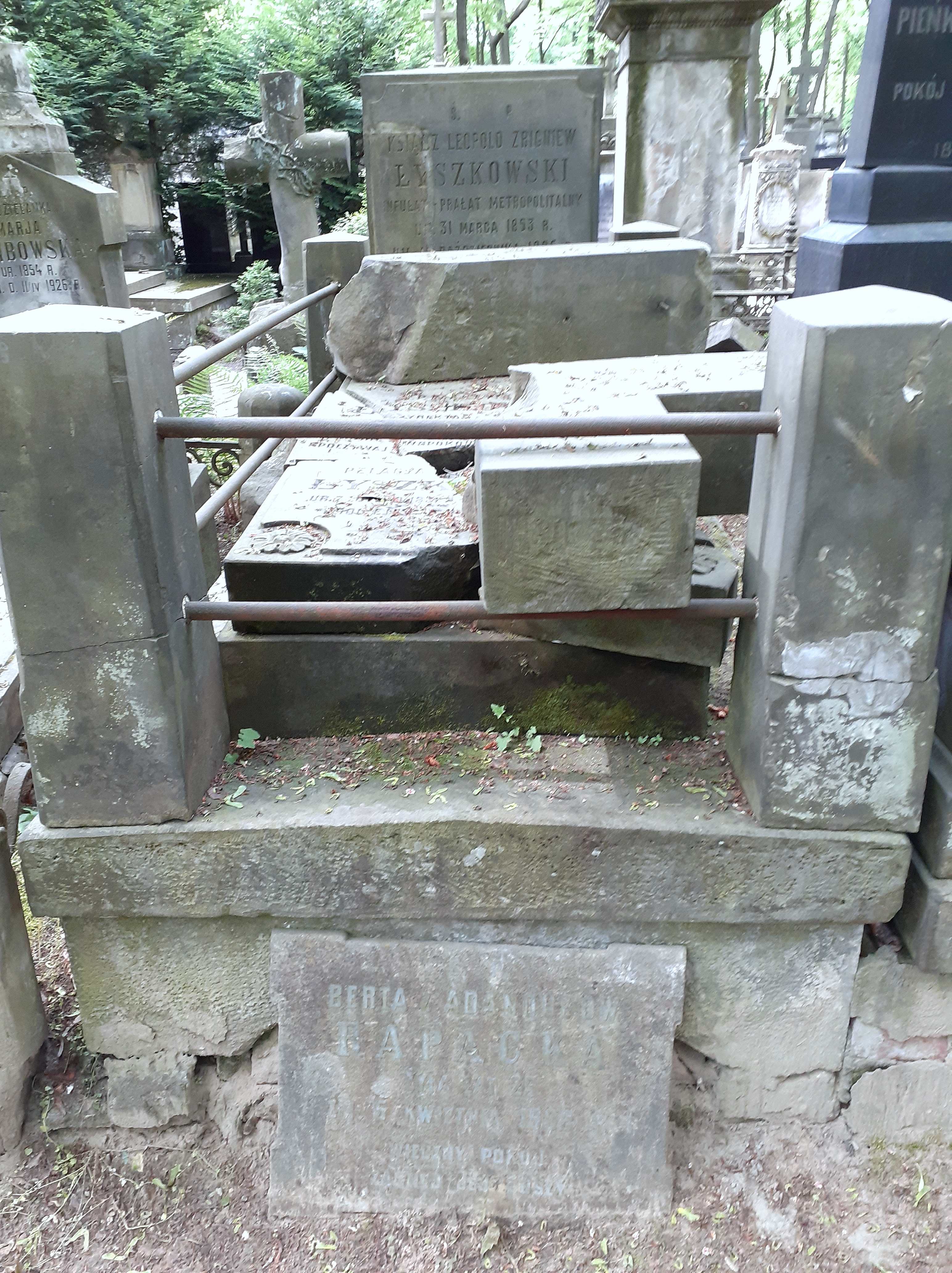
Grobowiec rodzinny Maksymiliana Łyszkowskiego

## Życiorys
Urodził się 7 września 1810 w Domaradzu. Był synem Stanisława, pisarza i tłumacza.
Początkowo uczył się w Sanoku, po czym kształcił się w gimnazjum w Przemyślu. Ukończył studia na Uniwersytecie Lwowskim.
Od 1832 mieszkał w Warszawie. Pomagał ojcu przy redagowaniu „Gazety Codziennej”. Od 1835 pracował jako nauczyciel języka niemieckiego w SO przy Nowym Świecie, od 1837 wykładał języka łaciński w SO przy ul. Freta. Od 1840 pracował w Gimnazjum Realnym (tam uczył j. niemieckiego) i w GG (tam uczył j. łacińskiego). Od 1848 był inspektorem w Gimnazjum Realnym, od kwietnia 1853 do lutego 1854 był zastępującym dyrektora inspektorem, a od lutego 1854 do września 1962 dyrektorem. Po tym jak w 1862 zamknięto warszawskie Gimnazjum Realne, objął stanowisko rektora Gimnazjum w Suwałkach. Tam doczekał przejścia na emeryturę. Cieszył się szacunkiem gimnazjalistów, przez których był nazywany mianem Vater (z j. niemieckiego ojciec).
Zmarł 22 kwietnia 1873 w Warszawie. Został pochowany na cmentarzu Powązkowskim w Warszawie. Był żonaty z Pelagią z domu Sumińską (1831-1876). Ich synem był ks. Leopold Zbigniew Łyszkowski (1853-1926).

## Publikacje
- Hipolit Cegielski: Nauka poezyi zawierająca teoryą poezyi (1855, współautor)
- Krótkie wiadomości z dziejów piśmiennictwa polskiego (1855)[5]